# Museo de Artes Decorativas y Diseño de Burdeos

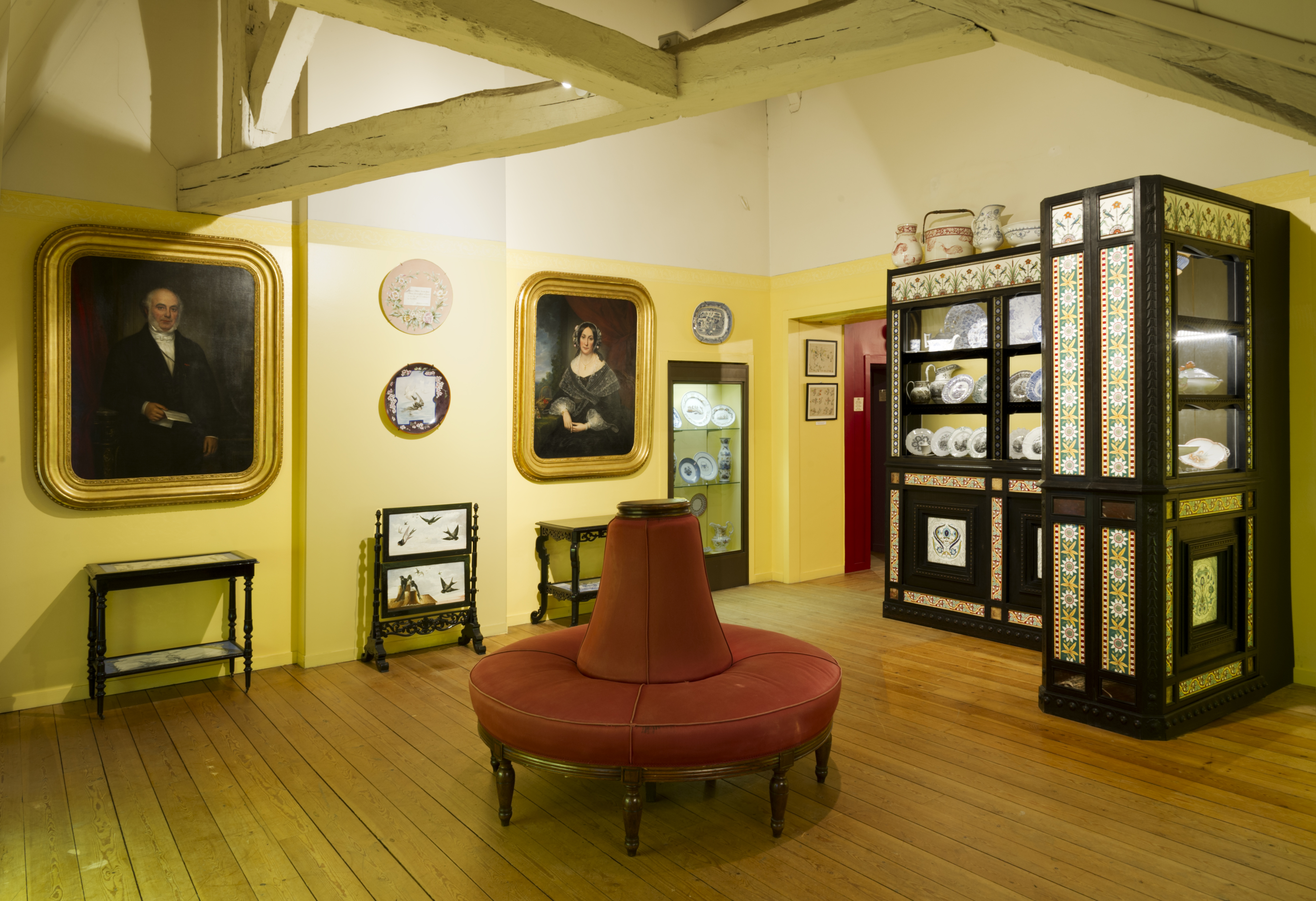
Sala Jules Vieillard

El Museo de Artes Decorativas y Diseño de Burdeos (en francés, Musée des arts décoratifs et du design de Bordeaux) es un museo de artes decorativas de la ciudad de Burdeos, en la región de Nueva Aquitania, Francia. El museo cuenta con colecciones de muebles, mobiliaria portuaria, piezas de cerámica, cristalería y orfebrería, instrumentos musicales y de medición, miniaturas, vajillas y objetos particulares del Hôtel de Lalande, donde está situado del museo. El museo se especializa en piezas de los siglos XVIII y XIX, en particular de la ciudad de Burdeos, un testimonio de esta ciudad de la ilustración y gran puerto comercial en el siglo XVIII.
El nombre del museo se debe a una de sus misiones principales - el diálogo entre las artes aplicadas y el diseño. A este fin el museo ha desarrollado desde 2013, en conjunto con el concejo cultual de la ciudad de Burdeos, un programa especial para fomentar la difusión cultural y la educación en diseño, combinando economía y cultura.

## Historia
El Museo de Artes Decorativas y Diseño de Burdeos se encuentra en el antiguo Hôtel de Lalande, patrimonio mundial de la UNESCO, construido en 1778 por el arquitecto Étienne Laclotte. Su primer propietario, Pierre de Raymond de Lalande, fue un parlamentario durante el reinado de Luis XVI y uno de los hombres más ricos de Burdeos, poseedor de numerosos esclavos y plantaciones de café y caña de azúcar en el Santo Domingo francés.
Durante el Consulado de Francia, los herederos de Raymond de Lalande alquilaron el hotel, que había estado desierto desde la Revolución, al municipio. En 1808, durante el paso de Napoleón por Burdeos en su camino a España, su jefe de gabinete y secretario de estado, Hugues Bernard Maret, duque de Bassano, se alojó en el hotel.
Puesto a la venta en 1828, el hotel cambiaría de manos varias veces durante el siglo XIX, aunque sus diferentes propietarios nunca se instalaron en él sino que lo alquilaron a importantes personalidades de la época. Finalmente, en 1778 la ciudad de Burdeos adquirió el edificio para instalar en él la sede de la policía y la aduana, y en 1885 se construyó en la parte trasera de la parcela una prisión municipal.
En 1924, el edificio principal del Hôtel de Lalande fue evacuado, dando lugar a la creación del Museo de Arte Antiguo. El hotel-museo fue reformado en el estilo de finales del siglo XVIII, tras lo cual se le cedieron algunas colecciones de arte propiedad de la ciudad. El museo fue cerrado durante la Segunda Guerra Mundial, restaurado de nuevo y vuelto a abrirse el 2 de julio de 1955 bajo el nombre de Museo de Artes Decorativas. En 1964 los servicios policiales que aún permanecían en una parte del antiguo hotel lo abandonaron definitivamente
En 2013, la entonces directora del museo solicitó al Consejo Superior de Museos de Francia que se cambiara el nombre del museo a Museo de Artes Decorativos y Diseño, a fin de promover el plan de la institución de convertirse en referencia para la difusión de la cultura del diseño en Francia.

## Legados
Gran parte de las colecciones del museo provienen de distintos legados. El más destacado es el legado dejado por el marsellés Édouard Bonie, abogado y coleccionista, quien recibió una suculenta herencia tras la muerte de su padre y luego la de su madre, lo que le permitió satisfacer su pasión y construir una casa museo, que luego donaría a la ciudad de Burdeos en su testamento, junto con todos los artículos que se encuentran el él, bajo estrictas condiciones. El legado fue aceptado por la ciudad el 28 de mayo de 1895. Después de una afluencia de visitantes y curiosos durante los primeros años, la casa museo finalmente fue abandonada, y la colección dispersada entre varios museos del país,. los salones del ayuntamiento y los archivos municipales.
El Fondo Bonie, que lleva su nombre, fue creado por un coleccionista de Burdeos quien participaba en la persecución de Abd al-Qádir con los ejércitos del mariscal de Francia Bugeaud hasta las fronteras de Marruecos y Cabilia, haciéndose durante las campañas con muchos objetos de cerámica de esas tierras. En su inventario se anotan las piezas encontradas en Marruecos bajo el título "Colores de Marruecos, cerámica en tierra vidriada", y las de cerámica argelina bajo varios títulos no menos poéticos. Muchos de estos artículos se encuentran en la exposición del Museo de las Artes Decorativas.
Otro legado interesante es de Georges Périé, abogado, diputado de Burdeos de 1896 a 1900 y consejero general de 1899 a 1919, quien fue un gran amante de las artes. En su catálogo hay una sección llamada "Arabia", que agrupa artículos de loza marroquí.

## Galería

Piezas de porcelana y loza
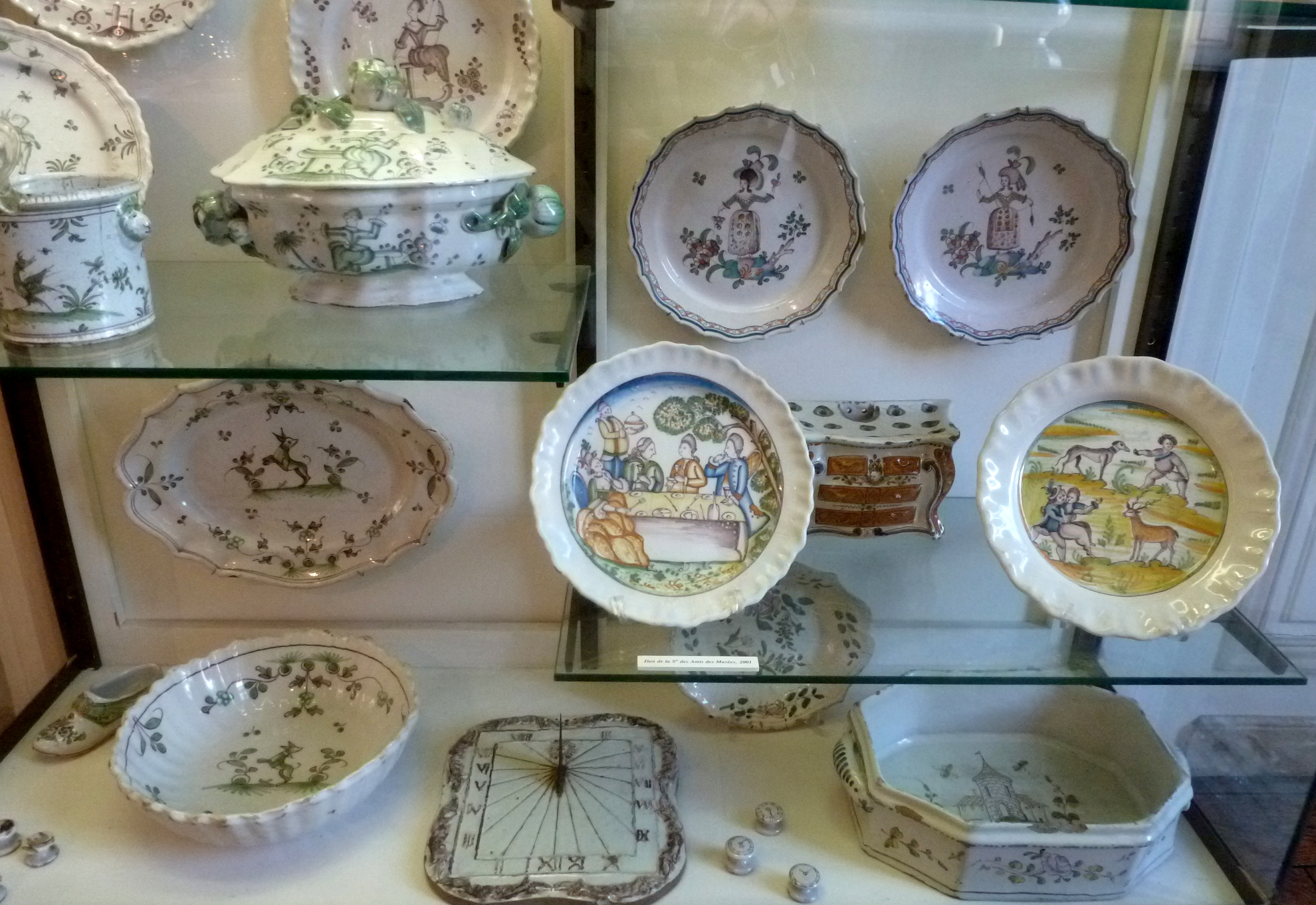
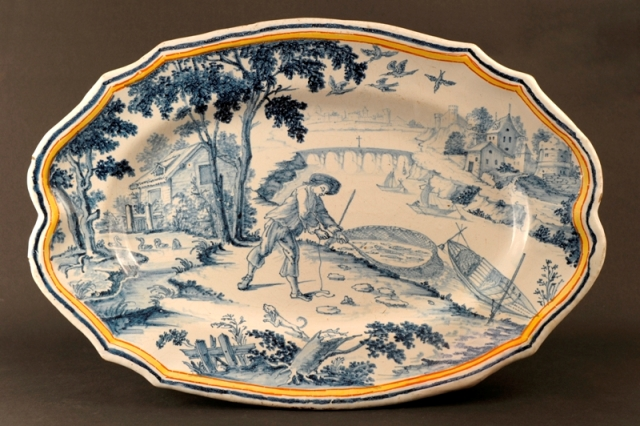
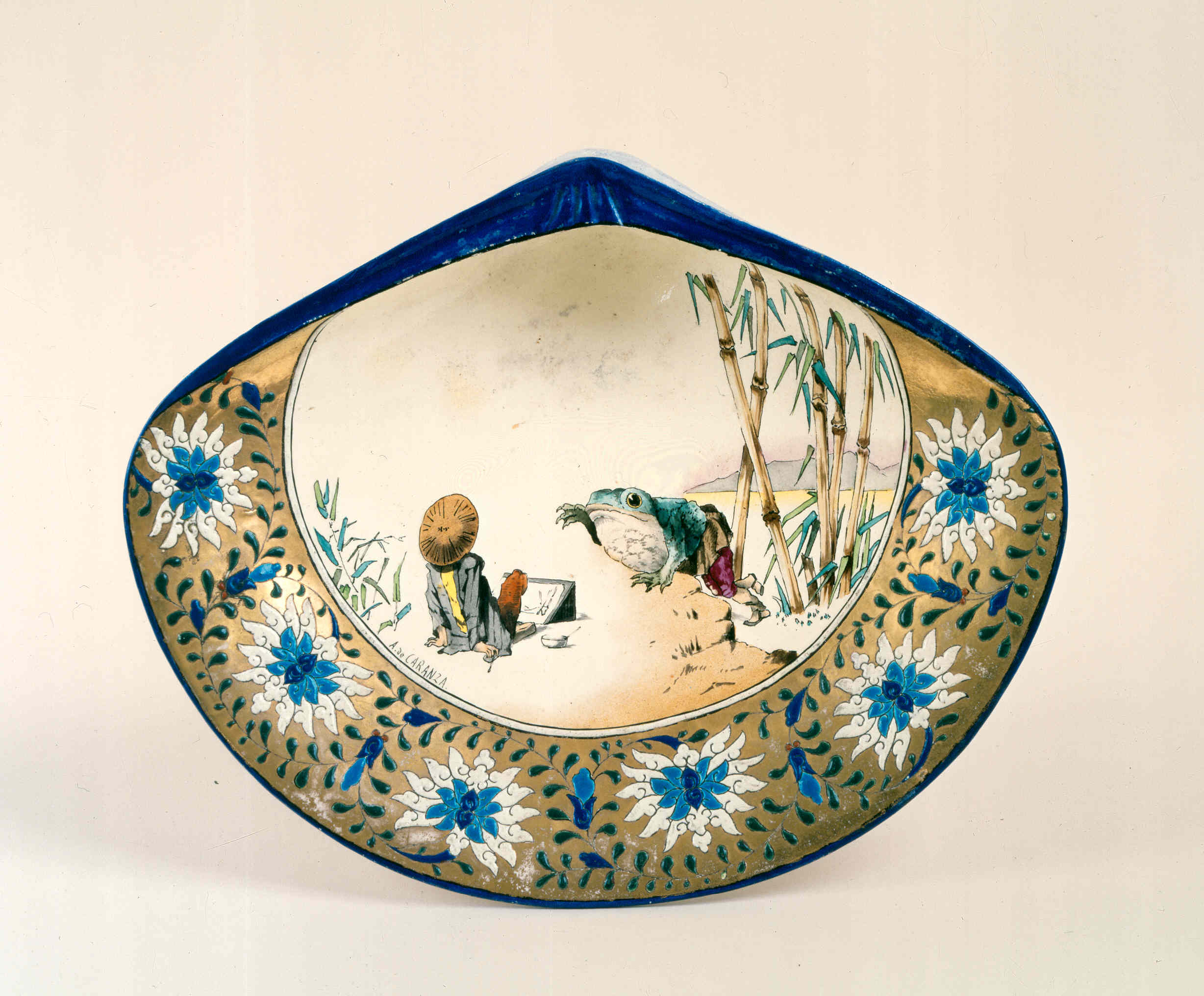
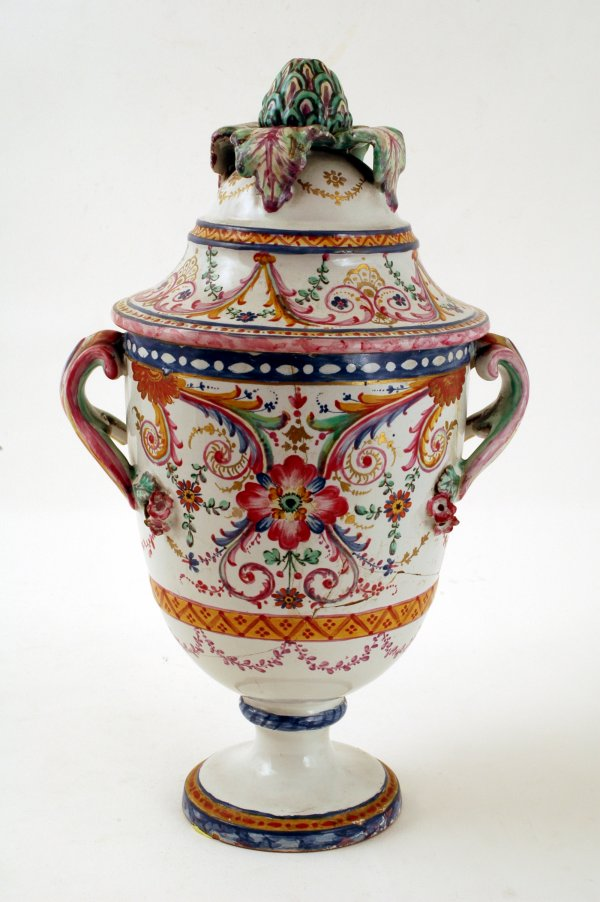
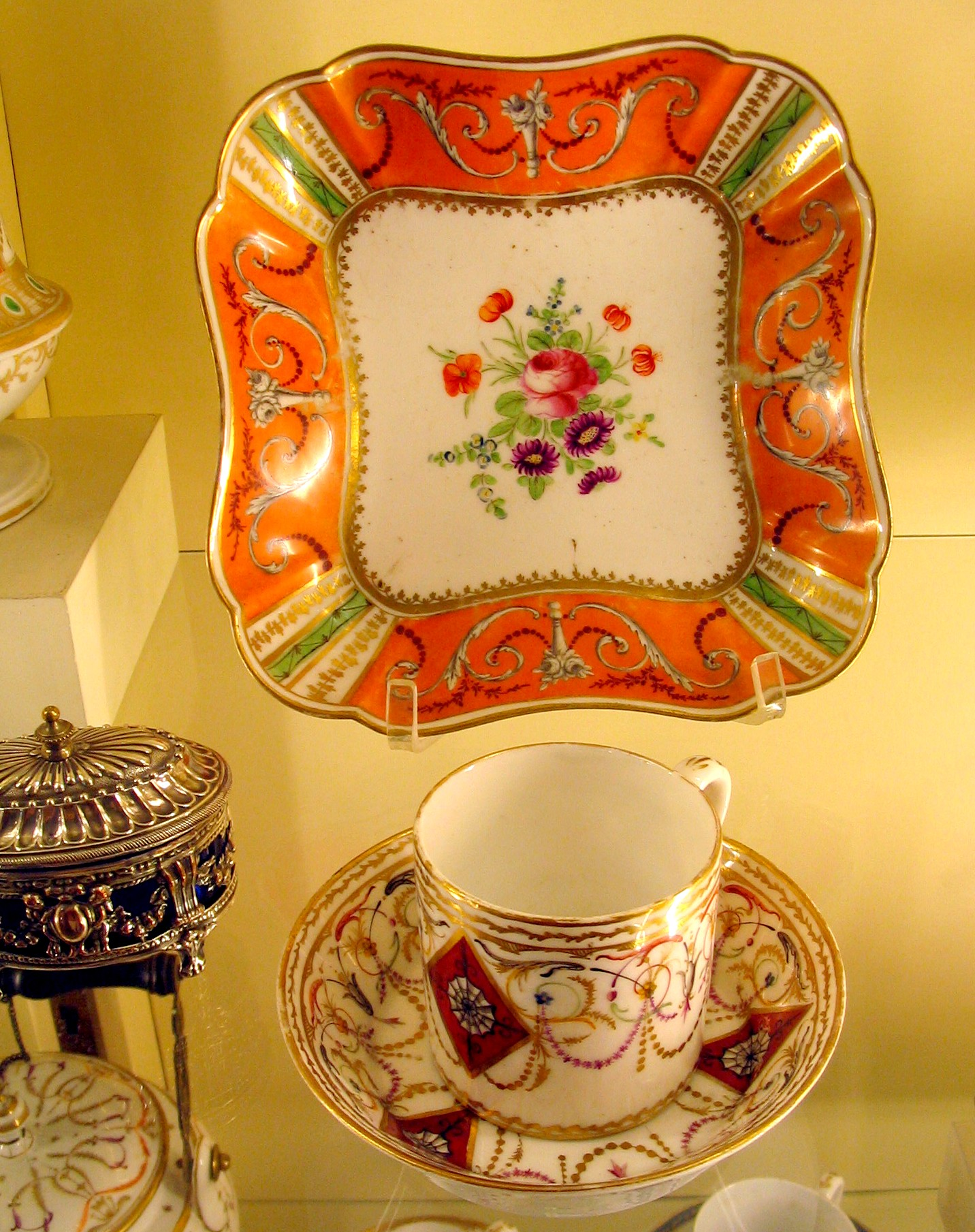
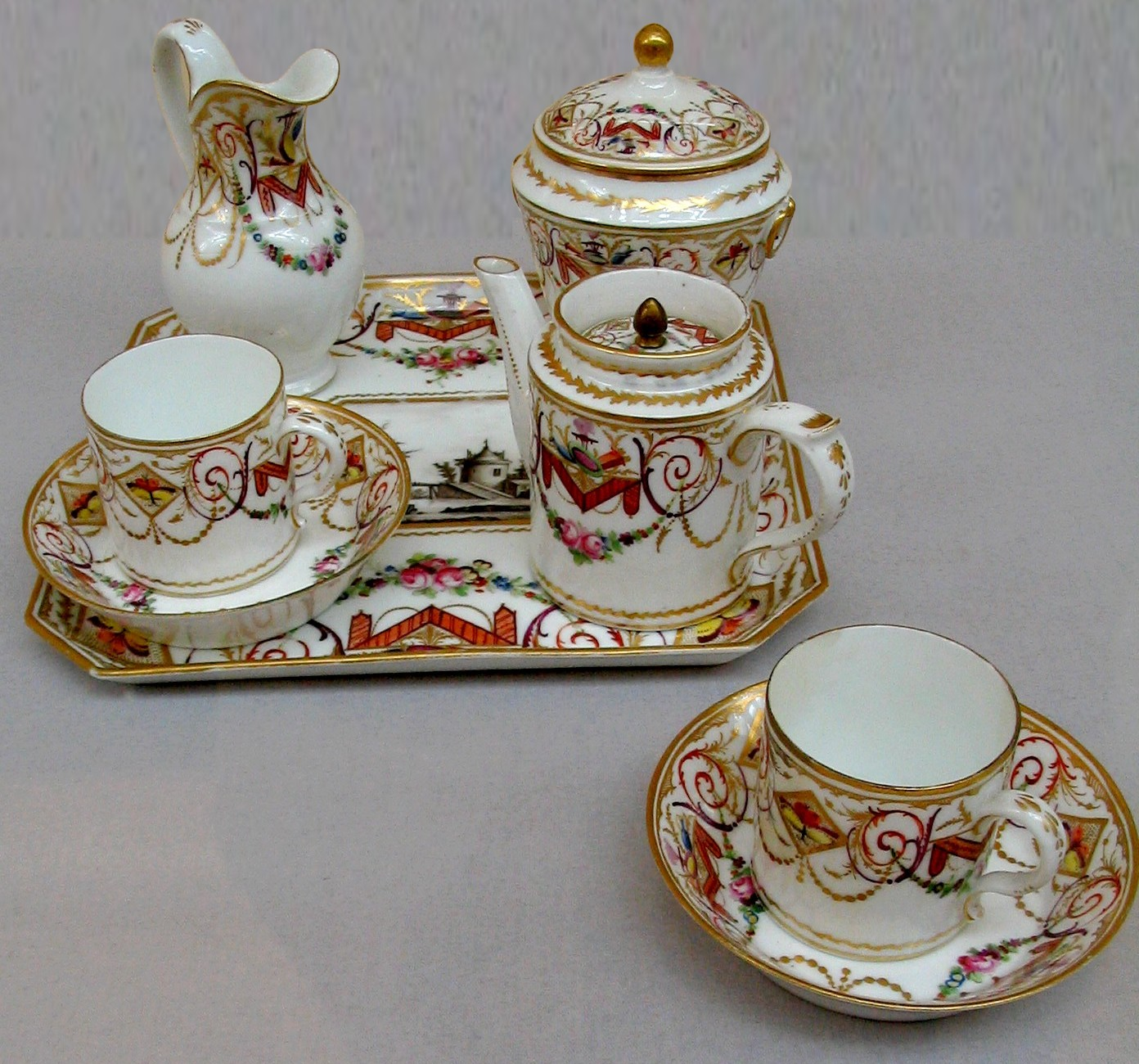
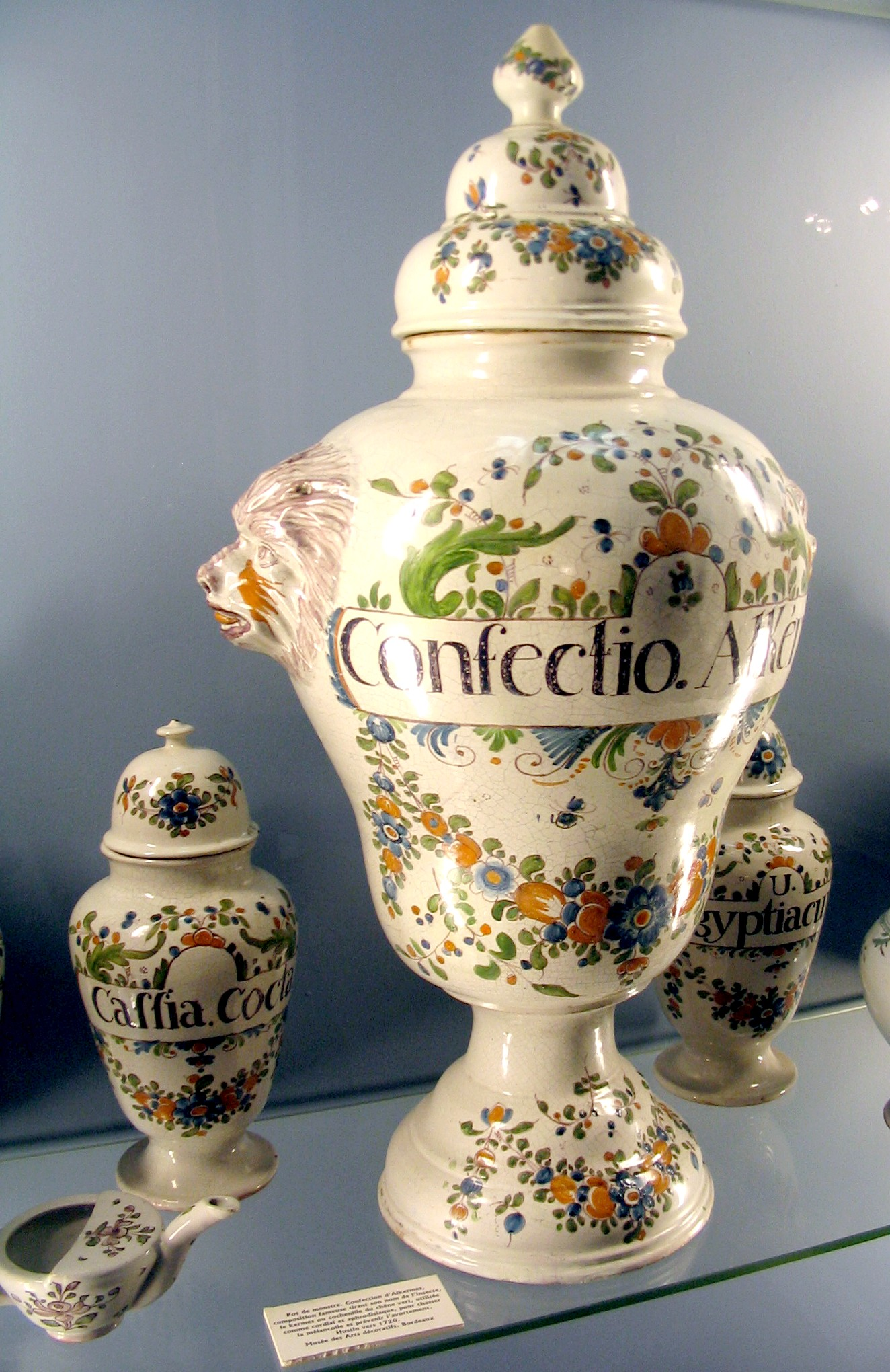
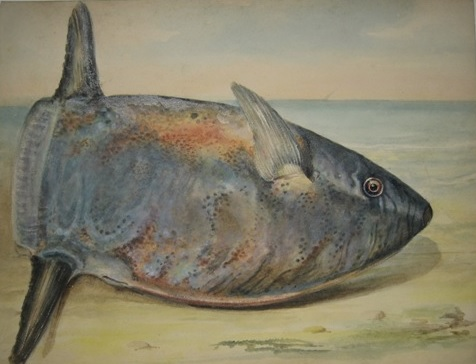

Retratos y estatuas
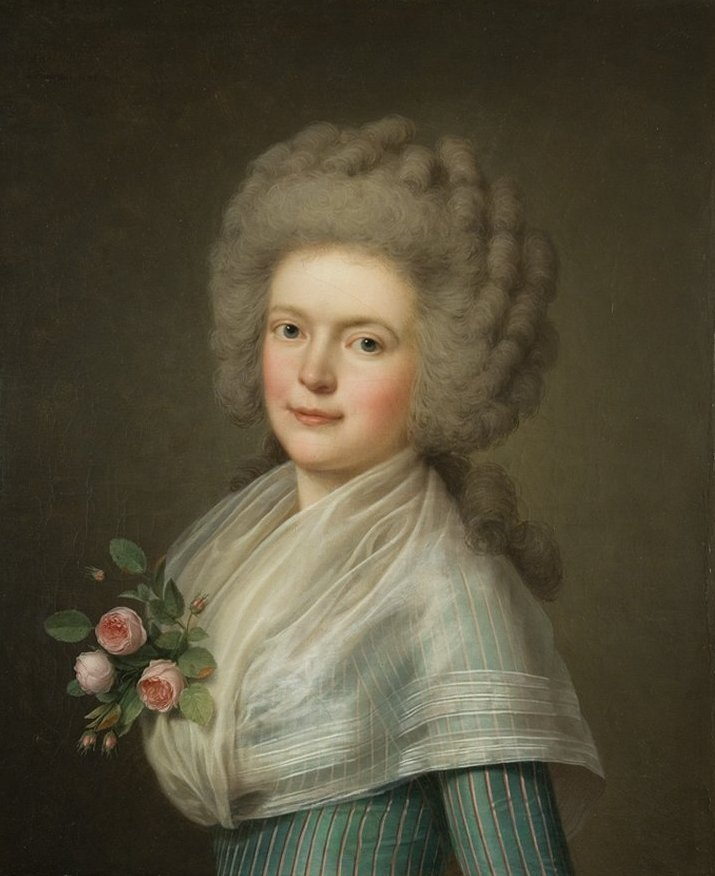
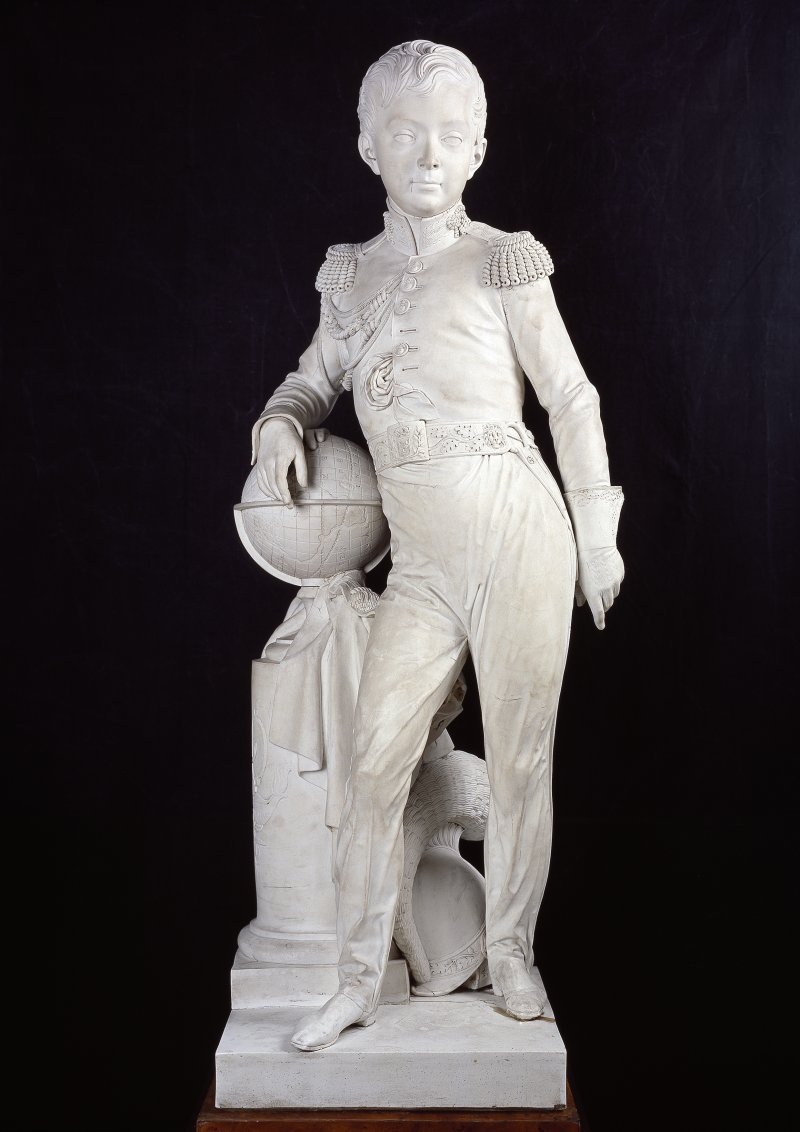
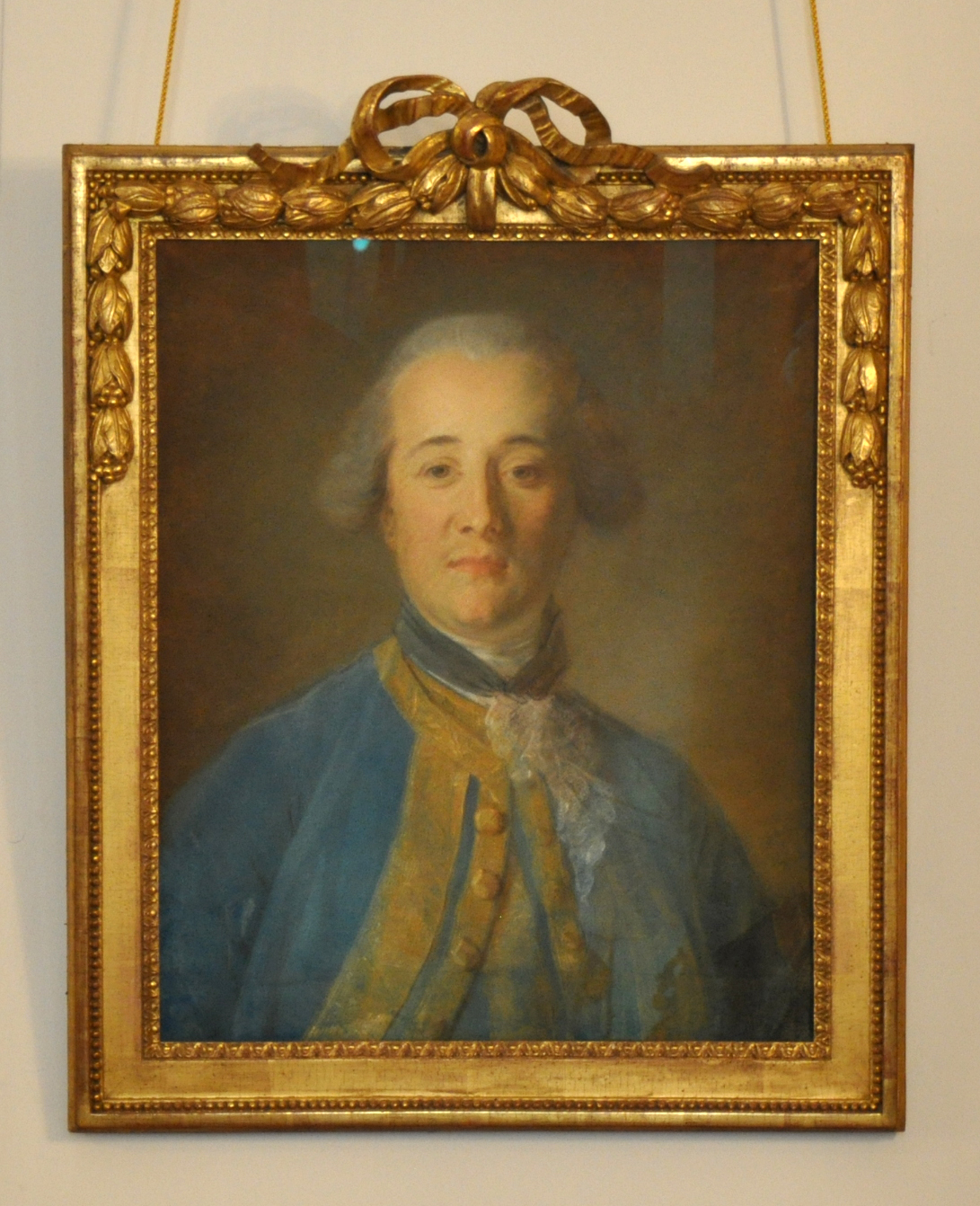
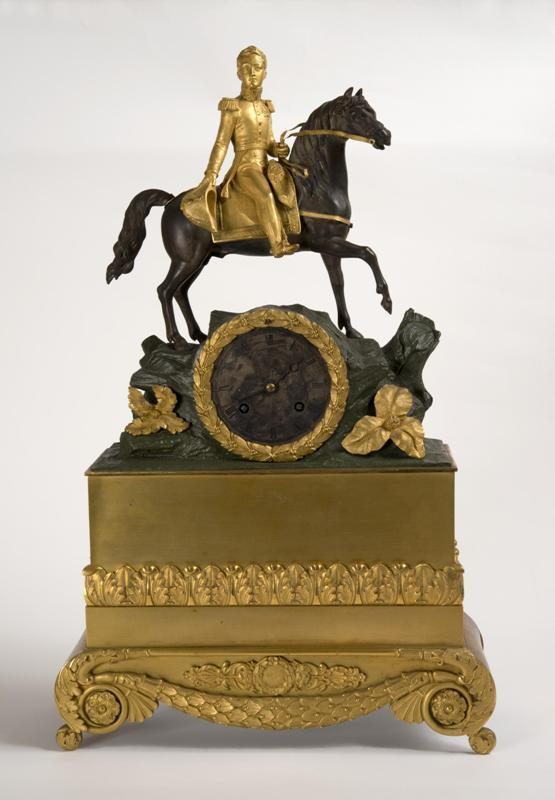
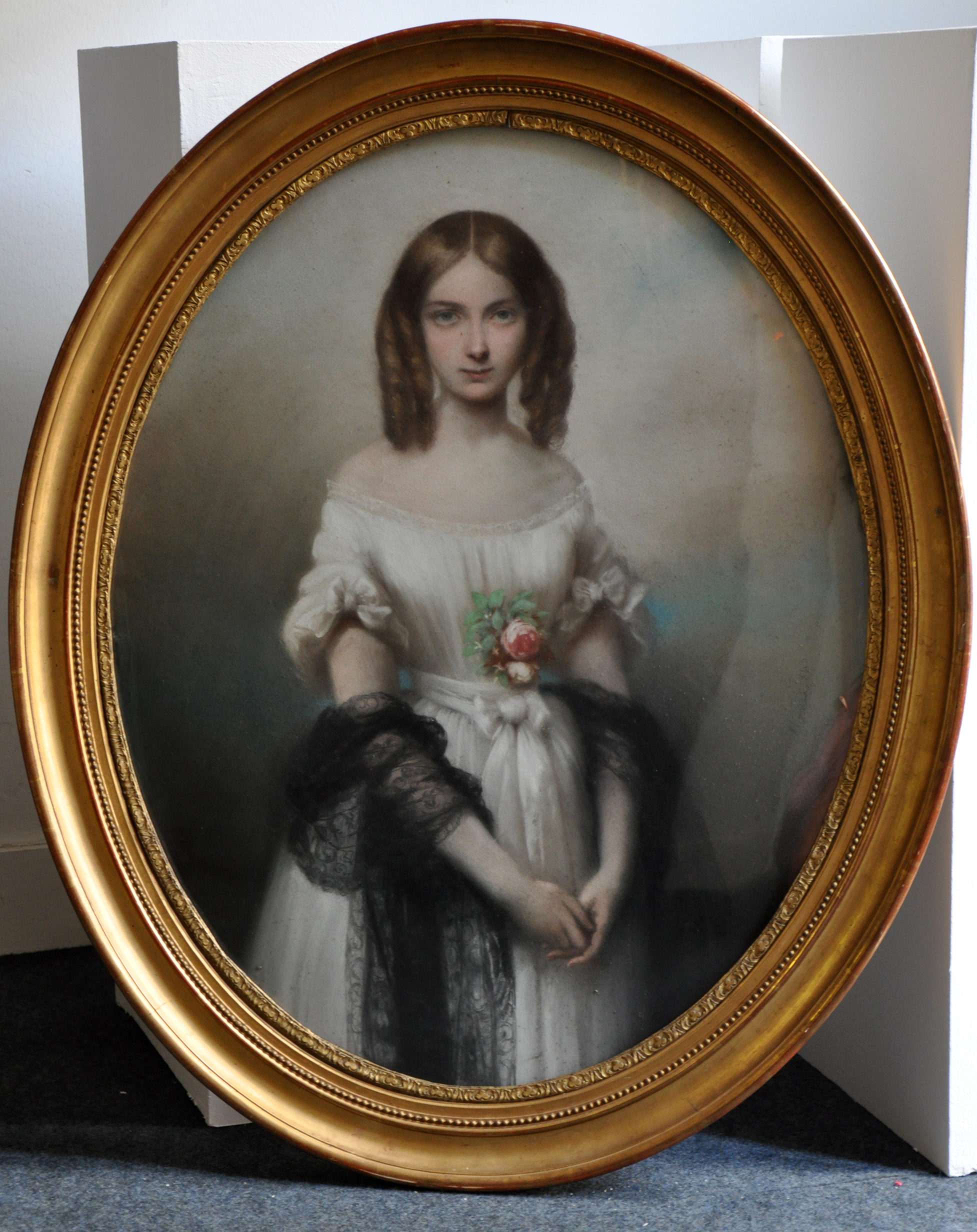
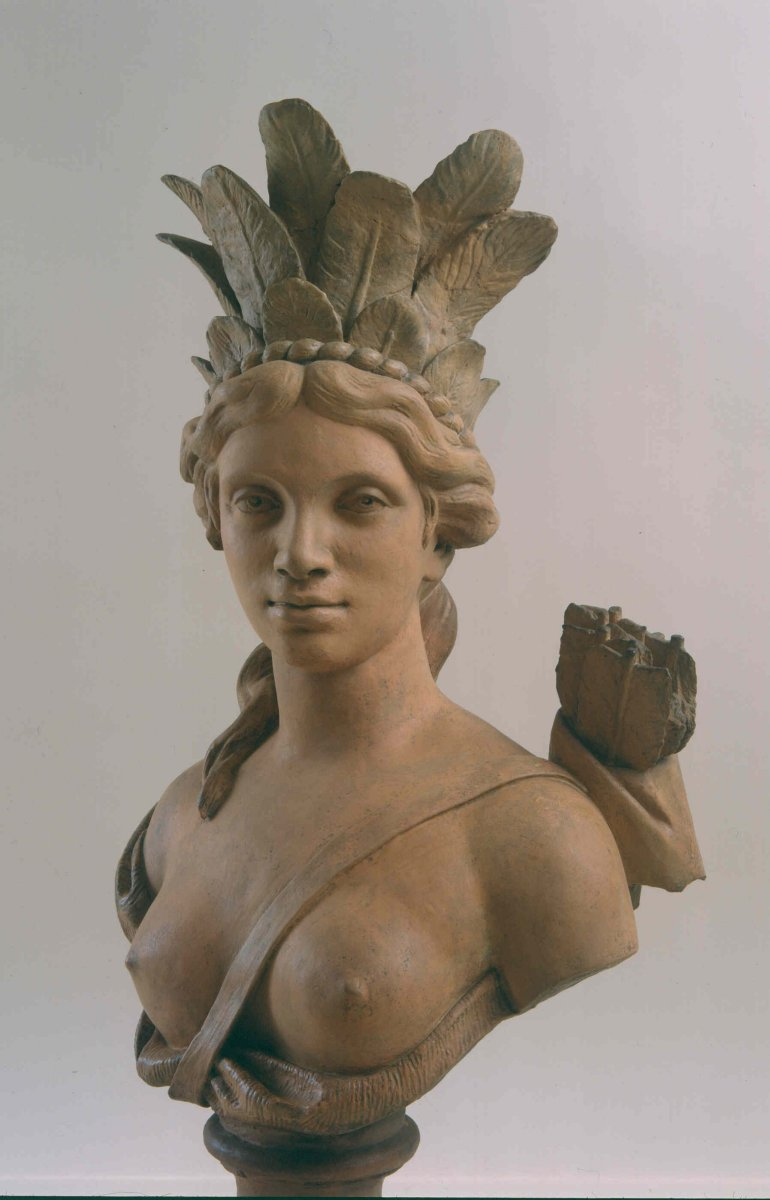
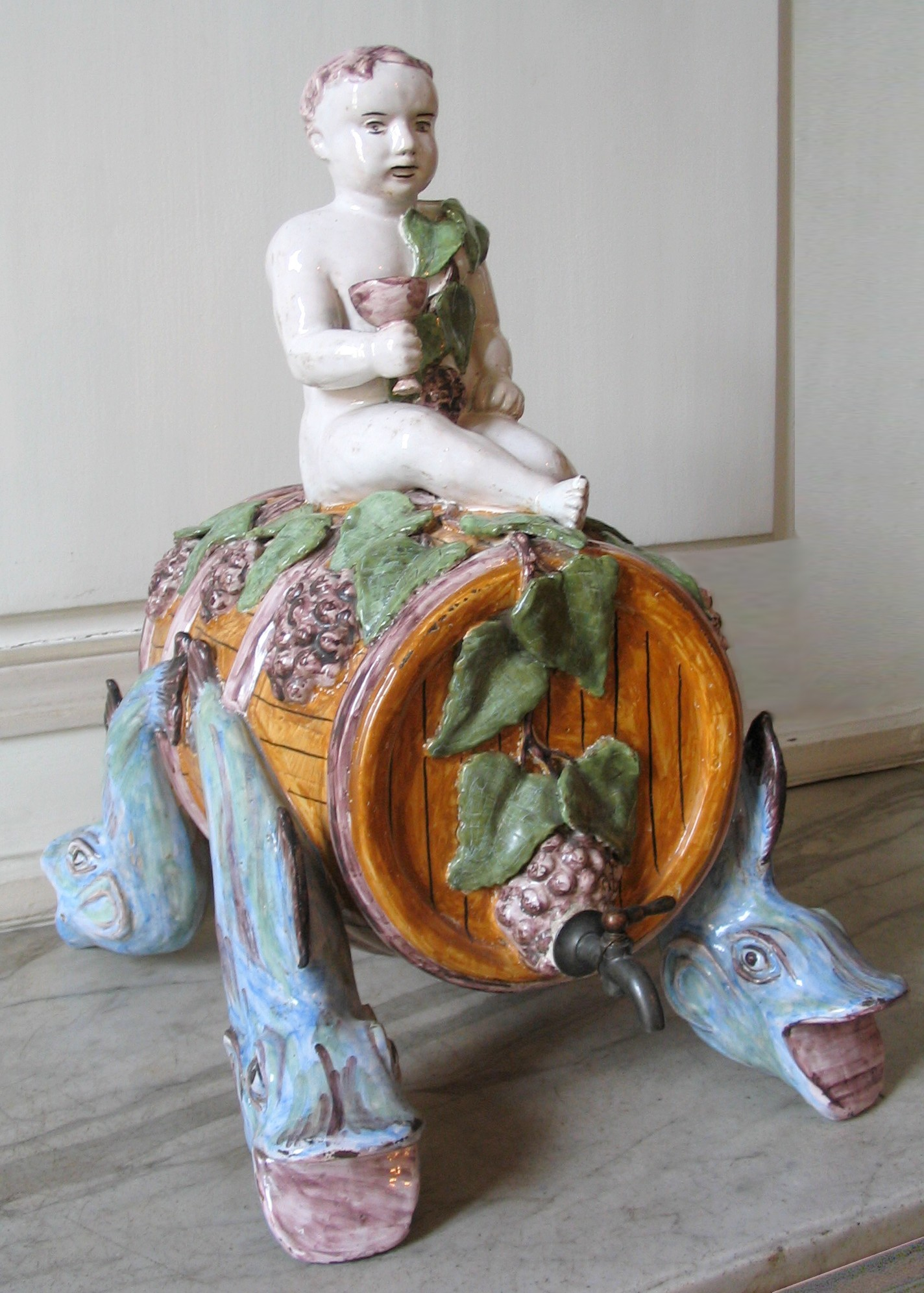